# Edi Maia
Edi Maia (né le 10 novembre 1987 à Setúbal) est un athlète portugais, spécialiste du saut à la perche, évoluant dans le club du Sporting Clube de Portugal.
En 2011, il franchit la barre à 5,60 m à deux reprises, à Lisbonne le 10 juin et à Madrid le 9 juillet, après un record en salle placé à 5,50 m à Pombal en février.
Il a participé aux Championnats d'Europe de Barcelone et a terminé 10e lors des premiers Championnats d'Europe d'athlétisme par équipes à Leiria en 2009. Médaille de bronze lors des Championnats ibéro-américains d'athlétisme 2010. Il ne se qualifie pas pour la finale des Championnats du monde à Daegu en 2011. Il se qualifie pour les Jeux olympiques de Londres en 2012.

Le 2 juin 2013, le même jour, il bat deux fois le record national de saut à la perche, réalisant les performances successives de 5,67 m et 5,70 m alors que le précédent record, qui appartenait à Nuno Fernandes depuis 1996, était de 5,66 m.
Avec un saut à 5,60 m, il est finaliste lors des Championnats d'Europe d'athlétisme 2014 à Zurich.

## Records
| Épreuve          | Épreuve   | Marque      | Lieu     | Date            |
| ---------------- | --------- | ----------- | -------- | --------------- |
| Saut à la perche | Plein air | 5,70 m      | Lisbonne | 2 juin 2013     |
| Saut à la perche | Salle     | 5,70 m (NR) | Orléans  | 18 janvier 2014 |